# Приписнов, Виктор Иванович
Ви́ктор Ива́нович Приписно́в (род. 25 декабря 1930 года) — советский и российский партийный и политический деятель, заместитель председателя Верховного Совета Таджикской ССР (позднее — Верховного Совета Республики Таджикистан) в 1990—1993 годах, депутат Волгоградской областной Думы второго созыва (1998—2001), и её председатель в 1998—2001 годах, член Совета Федерации по должности в 1998—2001 годах.

## Биография
Виктор Иванович Приписнов родился 25 декабря 1930 года в селе Ушинка Руднянского района Нижне-Волжского края (после административно-территориальных преобразований в 1964 году село окончательно вошло в состав Руднянского района Волгоградской области). Русский.
Трудовой путь начал в 1947 году в Сталинабаде (после 1961 года — Душанбе) литейщиком на деревоотделочном заводе.
В 1954 году окончил юридический факультет Таджикского государственного университета им. В. И. Ленина (с 2008 года — Таджикский национальный университет).
Доктор философских наук, профессор. В разное время являлся заведующим кафедрой философии Волгоградского технического университета, кафедрой истории и политологии Волгоградской государственной сельскохозяйственной академии. Действительный член Международной академии информатизации.
Член КПРФ.

## Депутат Верховного Совета Таджикской ССР
В 1990—1993 годах занимал пост заместителя председателя Верховного Совета Таджикской ССР, после 1991 года — Верховного Совета Республики Таджикистан, после 1992 года — Парламента Таджикистана.

## Депутат Волгоградской областной Думы
30 марта 1997 года был избран депутатом Волгоградской областной Думы по Советскому избирательному округу № 15, за него проголосовало 14,52 % от числа проголосовавших при явке 23,54 % (3,42 % от общего числа избирателей). Выдвинут избирательным объединением «Волгоградская областная организация КПРФ». Возглавлял (являлся «координатором») самую многочисленную фракцию — КПРФ:21 В 1997—1998 годах входил в комитет по вопросам местного самоуправления. В марте 2001 года срок полномочий Виктора Ивановича Приписнова истёк.:29

### Член Совета Федерации
Как председатель законодательного органа субъекта Российской Федерации Виктор Иванович Приписнов становился членом Совета Федерации. Полномочия признаны 27 января 1999 года Постановлением № 003-СФ. После прекращения полномочий председателя Думы статус члена Совета Федерации прекращён 14 июня 2001 года — постановление № 201-СФ от 29 июня.
С февраля 1999 года — член комитета Совета Федерации по науке, культуре, образованию, здравоохранению и экологии.

## Награды
Виктор Иванович Приписнов имеет следующие награды:
- Юбилейная медаль «За доблестный труд. В ознаменование 100-летия со дня рождения Владимира Ильича Ленина».
- Почётная грамота Совета Федерации Федерального Собрания Российской Федерации.